# توکو هیمه

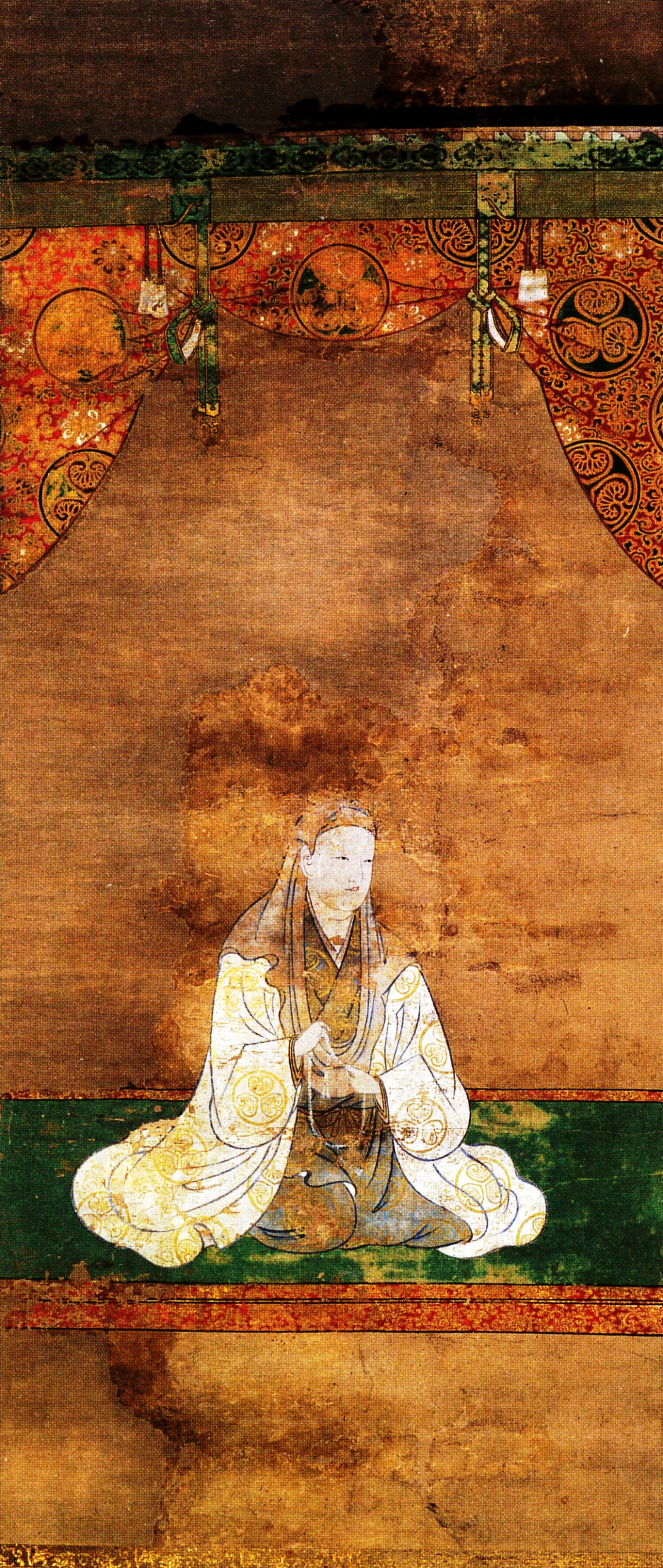
توکو هیمه

توکو هیمه (به ژاپنی: 督姫) (۱۵۶۵ – ۱۶۱۵) دومین دختر توکوگاوا ایه‌یاسو بود. مادر او «نیشی‌گوری» (西郡の方) نام داشت و یکی از زنان غیراصلی ایه‌یاسو بود. توکو هیمه نخست با هوجو اوجینائو ازدواج کرد و پس از مرگ هوجو اوجینائو به ازدواج ایکدا تروماسا درآمد.